# Martin Evans
Martin John Evans FRS (Stroud, 1 januari 1941) is een Brits ontwikkelingsbioloog en Nobelprijswinnaar. Aan hem wordt de ontdekking van het culturiseren van embryonale stamcellen toegeschreven. Ook hielp hij mee aan de ontwikkeling van de knockout muis en gene targeting. In 2007 won hij voor dat laatste de Nobelprijs voor de Fysiologie of Geneeskunde, samen met Oliver Smithies en Mario Capecchi.

## Biografie
Evan werd geboren in Stroud. Zijn moeder was lerares en zijn vader had een mechanische werkplaats. Hij leerde Evans al op jonge leeftijd met machines om te gaan. Evans hield van scheikunde, en zijn ouders moedigden dit aan. Hij studeerde aan het St Dunstan's College, een onafhankelijke school voor jongens, in zuidoost Londen. Hij was een van de beste studenten van zijn klas. Na zijn diploma te hebben gehaald, studeerde Evan verder aan het Christ's College, onderdeel van de Universiteit van Cambridge. Hij ging naar lezingen van onder andere Sydney Brenner en Jacques Monod. In 1963 studeerde hij af. In 1969 haalde hij zijn Ph.D. aan de Universiteit van Londen.
Tijdens zijn periode als student aan Cambridge, ontmoette Evan zijn latere vrouw, Judith. Samen kregen ze een dochter en twee zonen.
Na zijn studie werd Evan lezer aan het anatomie en embryologiedepartement van University College London. In 1978 vertrok hij naar het departement van genetica aan de Universiteit van Cambridge, waar zijn samenwerking met Matthew Kaufman begon.
In 1981 publiceerden Evans en Kaufman de resultaten van een experiment waarbij ze embryonale stamcellen haaden geïsoleerd uit blastocysten van een muis, en ze hadden laten groeien in een celcultuur. Deze celcultuur met stamcelen maakte het mogelijk om specifieke genveranderingen aan te brengen bij de muizen, en zo genetisch gemodificeerde muizen te verkrijgen.
Evans en zijn team toonden aan dat ze een nieuw gen konden aanbrengen in embryonale stamcellen, en zo chimeaera embryo’s konden verkrijgen. Dit onderzoek leverde Evans de Nobelprijs op.
In oktober 1985 bezocht hij het Whitehead Institute om nieuwe technieken te leren. In de jaren 90 was hij een medewerker van het St Edmund's College. In 1999 werd Evans professor in zoogdiergenetica en directeur van de School of Biosciences aan de Cardiff-universiteit. Hier bleef hij werken tot aan zijn pensioen in 2007.

## Prijzen en erkenningen
- Op 11 maart 1993 werd Evan lid van de Royal Society.[12]
- 1998 - Founder Fellow van de Academy of Medical Sciences.[10][13]
- 3 mei 1999 – medewinnaar van de March of Dimes' jaarlijkse prijs voor ontwikkelingsbiologie.[14]
- 21 september 2001 - Albert Lasker Award for Basic Medical Research, samen met Mario Capecchi en Oliver Smithies.[6][15][16]
- 2002 – Eredoctoraat van Mount Sinai School of Medicine, New York, VS.[17]
- 1 januari 2004 – geridderd voor zijn diensten aan de medische wetenschap; sindsdien mag hij als sir benoemd worden.[2]
- 19 juli 2005 – eredoctoraat van de Universiteit van Bath, Engeland.[18]
- 8 oktober 2007 - Nobelprijs voor de Fysiologie of Geneeskunde, samen met Mario Capecchi en Oliver Smithies.[3]
- 8 september 2008 - eredoctoraat van University College London, England.[19]
- 2009 – Copley Medal.[20]